# Camponotus heracleus
Camponotus heracleus är en myrart som först beskrevs av Oswald Heer 1850.  Camponotus heracleus ingår i släktet hästmyror, och familjen myror. Inga underarter finns listade.